# خشخاش آبی هریدولا
خشخاش آبی هریدولا (نام علمی: Meconopsis horridula) نام یک گونه از سرده خشخاش آبی است.